# Дъбова (област Сливен)
 За другото българско село вижте Дъбова (Област Смолян).  
Дъ̀бова е село в Югоизточна България, община Котел, област Сливен.

## География
Село Дъбова се намира на около 34 km север–северозападно от областния център Сливен и около 19 km запад-северозападно от общинския център Котел. Разположено е по билото на едно от възвишенията в югозападната част на Лиса планина, спускащи се на югозапад към течащата на 300 – 400 m от селото река Армутлукдере, десен приток на Стара река. На около 3 – 4 km североизточно от селото има началото си река Голяма Камчия. Черен път от селото се свързва на югоизток с черния път между селата Черна вода на запад и Стрелци на югоизток. Надморската височина в селото намалява от около 555 m в североизточния му край до около 515 m в югозападния.
Землището на село Дъбова граничи със землищата на: село Братан на север и изток; село Стрелци на изток и югоизток; село Боринци на юг; село Черна вода на запад.
Населението на село Дъбова, наброявало 179 души при преброяването към 1934 г. и 205 към 1965 г., намалява до 100 към 2001 г. и 6 (по текущата демографска статистика за населението) към 2021 г.
При преброяването на населението към 1 февруари 2011 г., от обща численост 16 лица, за 16 лица е посочена принадлежност към „турска“ етническа група.

## История
Дъбова съществува като махала до влизането в сила на Указ 2295 на Държавния съвет на НРБ от 22 декември 1978 г., с който населеното място е преобразувано в село.

## Религии
В село Дъбова се изповядва ислям.